# Danh sách vận động viên giành huy chương Thế vận hội môn bóng chày

## Danh sách huy chương

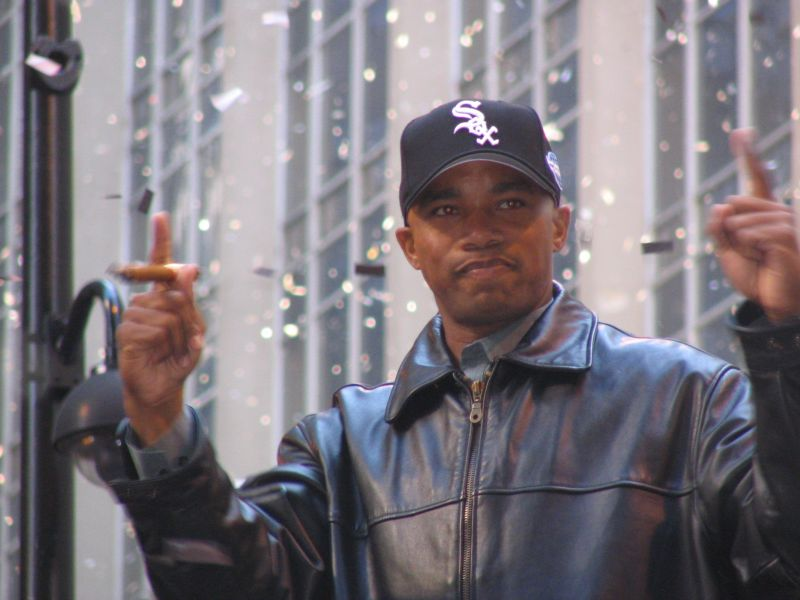
Orlando Hernández (CUB) đã giành huy chương vàng tại Thế vận hội Mùa hè 1992, trong lần đầu tiên mà bóng chày trở thành một môn thi đấu chính thức tại Thế vận hội.

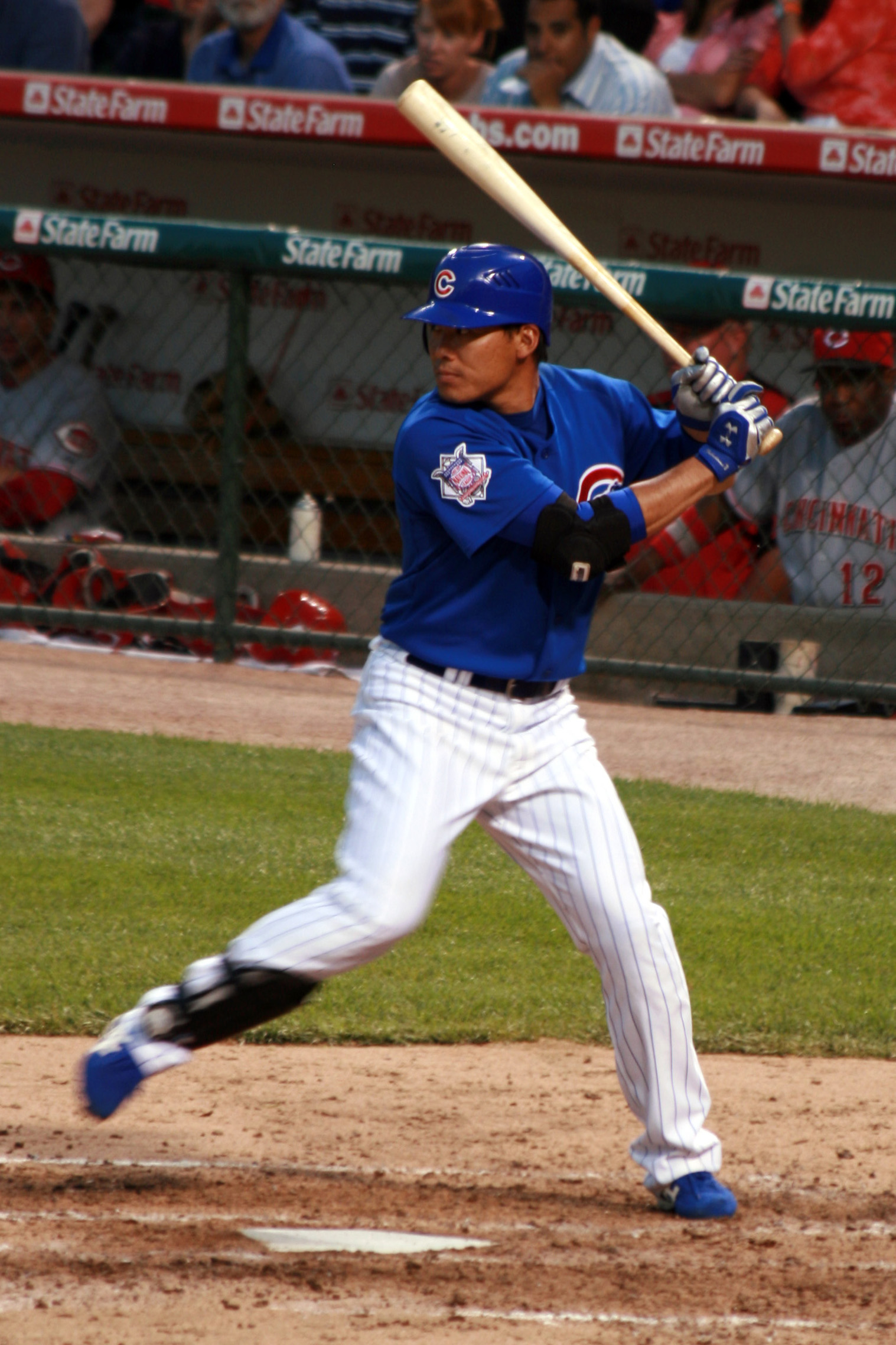
Kosuke Fukudome (JPN) đã giành HCB năm 1996 và HCĐ năm 2004, là một trong bảy cầu thủ không phải người Cuba giành nhiều hơn một huy chương ở bộ môn bóng chày tại Thế vận hội.

Seth Greisinger (USA) là thành viên của thế hệ đội tuyển Hoa Kỳ đầu tiên giành huy chương tại môn bóng chày ở Thế vận hội, cụ thể là huy chương đồng tại Thế vận hội Atlanta 1996.

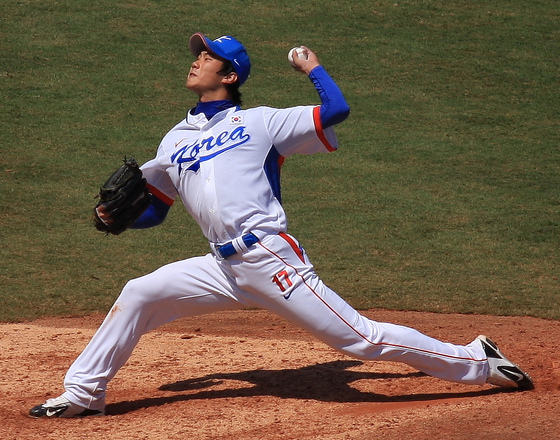
Kim Kwang-Hyun (KOR) giành huy chương vàng cho đội tuyển Hàn Quốc tại Thế vận hội Bắc Kinh 2008, đây là lần thứ hai mà nước này có huy chương tại môn bóng chày ở Thế vận hội.

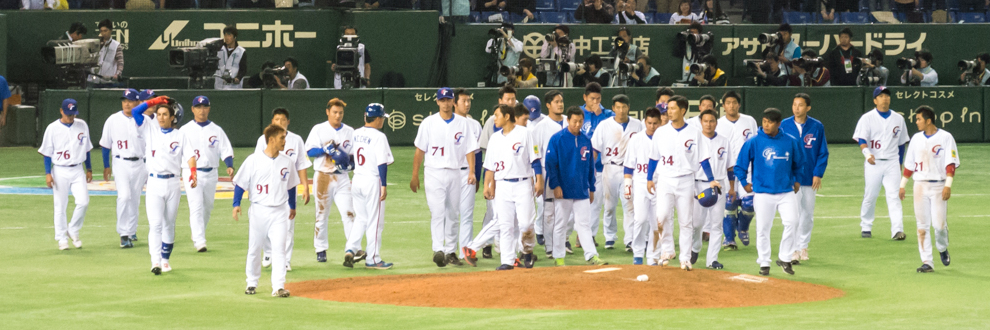
Đội tuyển Đài Bắc Trung Hoa là đại diện đầu tiên của châu Á vào đến trận chung kết.

| Thế vận hội    | Vàng | Bạc | Đồng |
| -------------- | --- | --- | --- |
| Barcelona 1992 | Cuba (CUB) · Omar Ajete · Rolando Arrojo · José Raúl Delgado Diez · Giorge Diaz Loren · Osvaldo Fernández · José Estrada González · Lourdes Gourriel · Orlando Hernández · Alberto Hernández · Orestes Kindelán · Omar Linares · Germán Mesa · Víctor Mesa · Antonio Pacheco · Juan Padilla · Luis Ulacia · Ermidelio Urrutia · Jorge Luis Valdés · Lázaro Vargas                                                             | Đài Bắc Trung Hoa (TPE) · Chang Cheng-Hsien · Chang Wen-Chung · Chang Yaw-Teing · Chen Chi-Hsin · Chen Wei-Chen · Chiang Tai-Chuan · Huang Chung-Yi · Huang Wen-Po · Jong Yeu-Jeng · Ku Kuo-Chian · Kuo Lee Chien-Fu · Liao Ming-Hsiung · Lin Chao-Huang · Lin Kun-Han · Lo Chen-Jung · Lo Kuo-Chong · Pai Kun-Hong · Tsai Ming-Hung · Wang Kuang-Shih · Wu Shih-Hsih                                                                        | Nhật Bản (JPN) · Tomohito Ito · Shinichiro Kawabata · Masahito Kohiyama · Hirotami Kojima · Hiroki Kokubo · Takashi Miwa · Hiroshi Nakamoto · Masafumi Nishi · Kazutaka Nishiyama · Koichi Oshima · Hiroyuki Sakaguchi · Shinichi Sato · Yasuhiro Sato · Masanori Sugiura · Kento Sugiyama · Yasunori Takami · Akihiro Togo · Koji Tokunaga · Shigeki Wakabayashi · Katsumi Watanabe                                                              |
| Atlanta 1996   | Cuba (CUB) · Omar Ajete · Miguel Caldés Luis · José Contreras · Jorge Fumero · José Estrada González · Alberto Hernández · Rey Isaac · Orestes Kindelán · Pedro Luis Lazo · Omar Linares · Omar Luis · Juan Manrique · Eliecer Montes de Oca · Antonio Pacheco · Juan Padilla · Eduardo Paret · Ormari Romero · Antonio Scull · Luis Ulacia · Lázaro Vargas                                                                   | Nhật Bản (JPN) · Kosuke Fukudome · Tadahito Iguchi · Makoto Imaoka · Takeo Kawamura · Jutaro Kimura · Takashi Kurosu · Takao Kuwamoto · Nobuhiko Matsunaka · Koichi Misawa · Masahiko Mori · Masao Morinaka · Daishin Nakamura · Masahiro Nojima · Hideaki Okubo · Hitoshi Ono · Yasuyuki Saigo · Tomoaki Sato · Masanori Sugiura · Takayuki Takabayashi · Yoshitomo Tani                                                                    | Hoa Kỳ (USA) · Chad Allen · Kris Benson · R. A. Dickey · Troy Glaus · Chad Green · Seth Greisinger · Kip Harkrider · A. J. Hinch · Jacque Jones · Billy Koch · Mark Kotsay · Matt Lecroy · Travis Lee · Braden Looper · Brian Loyd · Warren Morris · Augie Ojeda · Jim Parque · Jeff Weaver · Jason Williams |
| Sydney 2000    | Hoa Kỳ (USA) · Brent Abernathy · Kurt Ainsworth · Pat Borders · Sean Burroughs · John Cotton · Travis Dawkins · Adam Everett · Ryan Franklin · Chris George · Shane Heams · Marcus Jensen · Mike Kinkade · Rick Krivda · Doug Mientkiewicz · Mike Neill · Roy Oswalt · Jon Rauch · Anthony Sanders · Bobby Seay · Ben Sheets · Brad Wilkerson · Todd Williams · Ernie Young · Tim Young                                       | Cuba (CUB) · Omar Ajete · Yovany Aragon · Miguel Caldés · Danel Castro · José Contreras · Yobal Dueñas · Yasser Gómez · José Ibar · Orestes Kindelán · Pedro Luis Lazo · Omar Linares · Oscar Macías · Juan Manrique · Javier Méndez · Rolando Meriño · Germán Mesa · Antonio Pacheco · Ariel Pestano · Gabriel Pierre · Maels Rodríguez · Antonio Scull · Luis Ulacia · Lázaro Valle · Norge Luis Vera                                      | Hàn Quốc (KOR) · Chang Song-Ho · Chong Tae-Hyon · Chung Min-Tae · Chung Soo-Keun · Hong Sung-Heon · Jang Sung-Ho · Jin Pil-jung · Kim Dong-Joo · Kim Han-Soo · Kim Ki-Tae · Kim Soo-Kyung · Kim Tae-gyun · Koo Dae-Sung · Lee Byung-Kyu · Lee Seung-Ho · Lee Seung-Yeop · Lim Chang-Yong · Lim Sun-Dong · Park Jae-Hong · Park Jin-Man · Park Jong-Ho · Park Kyung-Oan · Park Seok-Jin · Son Min-Han · Song Jin-Woo                               |
| Athens 2004    | Cuba (CUB) · Danny Betancourt · Luis Borroto · Frederich Cepeda · Yorelvis Charles · Michel Enríquez · Norberto González · Yuli Gurriel · Pedro Luis Lazo · Roger Machado · Jonder Martínez · Frank Montieth · Vicyohandri Odelín · Adiel Palma · Eduardo Paret · Ariel Pestano · Alexei Ramírez · Eriel Sánchez · Antonio Scull · Carlos Tabares · Yoandry Urgellés · Osmani Urrutia · Manuel Vega · Norge Luis Vera         | Úc (AUS) · Craig Anderson · Thomas Brice · Adrian Burnside · Gavin Fingleson · Paul Gonzalez · Nick Kimpton · Brendan Kingman · Craig Lewis · Graeme Lloyd · Dave Nilsson · Trent Oeltjen · Wayne Ough · Chris Oxspring · Brett Roneberg · Ryan Rowland-Smith · John Stephens · Phil Stockman · Brett Tamburrino · Richard Thompson · Andrew Utting · Rodney Van Buizen · Ben Wigmore · Glenn Williams · Jeff Williams                       | Nhật Bản (JPN) · Ryoji Aikawa · Yuya Ando · Atsushi Fujimoto · Kosuke Fukudome · Hirotoshi Ishii · Hisashi Iwakuma · Hitoki Iwase · Kenji Johjima · Makoto Kaneko · Takuya Kimura · Masahide Kobayashi · Hiroki Kuroda · Daisuke Matsuzaka · Daisuke Miura · Shinya Miyamoto · Arihito Muramatsu · Norihiro Nakamura · Michihiro Ogasawara · Naoyuki Shimizu · Yoshinobu Takahashi · Yoshitomo Tani · Koji Uehara · Kazuhiro Wada · Tsuyoshi Wada |
| Bắc Kinh 2008  | Hàn Quốc (KOR) · Bong Jung-Keun · Chong Tae-hyon · Han Ki-joo · Jang Won-sam · Jeong Keun-woo · Jin Kab-yong · Kang Min-ho · Kim Dong-joo · Kim Hyun-Soo · Kim Kwang-hyun · Park Jin-man · Kim Min-jae · Ko Young-min · Kwon Hyuk · Lee Dae-Ho · Lee Jin-young · Lee Jong-Wook · Lee Seung-yeop · Lee Taek-keun · Lee Yong-kyu · Oh Seung-hwan · Ryu Hyun-Jin · Song Seung-jun · Yoon Suk-min                                 | Cuba (CUB) · Alexei Bell · Frederich Cepeda · Alfredo Despaigne · Giorvis Duvergel · Michel Enríquez · Norberto González · Yulieski Gourriel · Miguel Lahera · Pedro Luis Lazo · Jonder Martínez · Alexander Mayeta · Rolando Meriño · Luis Navas · Héctor Olivera · Vicyohandri Odelín · Adiel Palma · Eduardo Paret · Yadier Pedroso · Ariel Pestano · Luis Rodríguez · Elier Sánchez · Eriel Sánchez · Yoandry Urgellés · Norge Luis Vera | Hoa Kỳ (USA) · Brett Anderson · Jake Arrieta · Brian Barden · Matt Brown · Trevor Cahill · Jeremy Cummings · Jason Donald · Brian Duensing · Dexter Fowler · John Gall · Mike Hessman · Kevin Jepsen · Brandon Knight · Michael Koplove · Matt LaPorta · Lou Marson · Blaine Neal · Jayson Nix · Nate Schierholtz · Jeff Stevens · Stephen Strasburg · Taylor Teagarden · Terry Tiffee · Casey Weathers                                           |
| 2012–2016      | Không xuất hiện trong chương trình thi đấu | Không xuất hiện trong chương trình thi đấu | Không xuất hiện trong chương trình thi đấu |
| Tokyo 2020     | Nhật Bản (JPN) · Kōyō Aoyagi · Suguru Iwazaki · Masato Morishita · Hiromi Itoh · Yoshinobu Yamamoto · Masahiro Tanaka · Yasuaki Yamasaki · Ryoji Kuribayashi · Yūdai Ōno · Kodai Senga · Kaima Taira · Ryutaro Umeno · Takuya Kai · Tetsuto Yamada · Sōsuke Genda · Hideto Asamura · Ryosuke Kikuchi · Hayato Sakamoto · Munetaka Murakami · Kensuke Kondo · Yuki Yanagita · Ryoya Kurihara · Masataka Yoshida · Seiya Suzuki | Hoa Kỳ (USA) · Shane Baz · Anthony Carter · Brandon Dickson · Anthony Gose · Edwin Jackson · Scott Kazmir · Nick Martinez · Scott McGough · David Robertson · Joe Ryan · Ryder Ryan · Simeon Woods Richardson · Tim Federowicz · Mark Kolozsvary · Nick Allen · Eddy Alvarez · Triston Casas · Todd Frazier · Jamie Westbrook · Tyler Austin · Eric Filia · Patrick Kivlehan · Jack López · Bubba Starling                                   | Cộng hòa Dominica (DOM) · Darío Álvarez · Gabriel Arias · Jairo Asencio · Luis Felipe Castillo · Jumbo Díaz · Junior García · Jhan Mariñez · Cristopher Mercedes · Denyi Reyes · Ramón Rosso · Ángel Sánchez · Roldani Baldwin · Charlie Valerio · José Bautista · Juan Francisco · Jeison Guzmán · Erick Mejia · Gustavo Núñez · Emilio Bonifácio · Melky Cabrera · Johan Mieses · Yefri Pérez · Julio Rodríguez                                 |

## Các vận động viên giành nhiều huy chương nhất
Các vận động viên giành được ít nhất hai huy chương vàng hoặc ba huy chương các loại được liệt kê dưới đây.
| Họ tên                | Quốc gia   | Năm tham dự     | Tổng | Vàng | Bạc | Đồng |
| --------------------- | ---------- | --------------- | ---- | ---- | --- | ---- |
| Pedro Luis Lazo       | Cuba (CUB) | 1996–2008       | 4    | 2    | 2   | 0    |
| Omar Ajete            | Cuba (CUB) | 1992–2000       | 3    | 2    | 1   | 0    |
| Orestes Kindelán      | Cuba (CUB) | 1992–2000       | 3    | 2    | 1   | 0    |
| Omar Linares          | Cuba (CUB) | 1992–2000       | 3    | 2    | 1   | 0    |
| Antonio Pacheco       | Cuba (CUB) | 1992–2000       | 3    | 2    | 1   | 0    |
| Eduardo Paret         | Cuba (CUB) | 1996, 2004–2008 | 3    | 2    | 1   | 0    |
| Antonio Scull         | Cuba (CUB) | 1996, 2004–2008 | 3    | 2    | 1   | 0    |
| Luis Ulacia           | Cuba (CUB) | 1992–2000       | 3    | 2    | 1   | 0    |
| Ariel Pestano         | Cuba (CUB) | 2000–2008       | 3    | 1    | 2   | 0    |
| Norge Luis Vera       | Cuba (CUB) | 2000–2008       | 3    | 1    | 2   | 0    |
| José Estrada González | Cuba (CUB) | 1992–1996       | 2    | 2    | 0   | 0    |
| Alberto Hernández     | Cuba (CUB) | 1992–1996       | 2    | 2    | 0   | 0    |
| Juan Padilla          | Cuba (CUB) | 1992–1996       | 2    | 2    | 0   | 0    |
| Lázaro Vargas         | Cuba (CUB) | 1992–1996       | 2    | 2    | 0   | 0    |